# Cantonul Annonay-Nord
Cantonul Annonay-Nord este un canton din arondismentul Tournon-sur-Rhône, departamentul Ardèche, regiunea Rhône-Alpes, Franța.

## Comune
- Annonay (parțial, reședință)
- Boulieu-lès-Annonay
- Davézieux
- Saint-Clair
- Saint-Cyr
- Saint-Marcel-lès-Annonay